# 난쟁이자유꼬리박쥐
난쟁이자유꼬리박쥐(Mops nanulus)는 큰귀박쥐과에 속하는 박쥐의 일종이다. 카메룬과 콩고민주공화국, 코트디부아르, 에티오피아, 가나, 기니, 케냐, 나이지리아, 시에라리온, 남수단 그리고 우간다에서 발견된다. 자연 서식지는 아열대 또는 열대 기후 지역의 건조림과 습윤 저지대 숲이다. 서식지 감소로 위협을 받고 있다.